# Hal Varian
Hal Varian   (Wooster, 18 de març de 1947) és un economista nord-americà especialitzat en microeconomia i economia de la informació.
Actualment es troba en excedència a la Universitat de Califòrnia a Berkeley, i treballa com a economista en cap a Google. Ha escrit dos llibres best-sellers d'economia, Intermediate Microeconomics, un manual de referència per a estudiants d'economia amb nivell intermedi, i Microeconomic Analysis, un llibre avançat. Juntament amb Carl Shapiro, va escriure Information Rules: A Strategic Guide to the Network Economy i The Economics of Information Technology: An Introduction.
L'any 2002, va ser contractat per l'empresa Google com a consultor, i també per treballar en el disseny d'anuncis publicitaris, econometria, finances, estratègia corporativa i política pública.
Varian té un mestratge en matemàtiques pel MIT i un doctorat en economia per la Universitat de Califòrnia a Berkley. Ha estat professor a l'MIT, la Universitat Stanford, Universitat d'Oxford i Universitat de Michigan, entre d'altres. Varian té dos doctorats honorífics per la University of Oulu, Finlàndia i per la Karlsruhe Institute of Technology (KIT), d'Alemanya.
Varian publica regularment articles al New York Times i Wall Street Journal.